# Andy Bown
Andrew Steven „Andy“ Bown (* 27. března 1946 Londýn) je anglický hudebník, klávesista a baskytarista, člen skupiny Status Quo.

## Biografie
První větší skupinou, ve které působil společně s Peterem Framptonem, byla The Herd (vystupovali na britské scéně mezi lety 1965 a 1968), v níž hrál na klávesy. Po jejich rozpadu strávil dva roky ve skupině Judas Jump. V 70. letech 20. století začal hrát také na baskytaru (tehdy hrál s Framptonem). Se skupinou Status Quo začal spolupracovat jako studiový klávesista v roce 1973. Plnoprávným členem skupiny se stal v roce 1976.
Během 70. let vydal několik singlů, které se však v žebříčcích nijak výrazně nerosadily. Vydal také několik alb, první z nich, Gone to My Head v roce 1972.
V letech 1980 a 1981 hrál jako baskytarista „stínové kapely“ (Surrogate Band) na turné The Wall skupiny Pink Floyd. Jako klávesista se podílel na albu The Final Cut (1983) skupiny Pink Floyd a na desce The Pros and Cons of Hitch Hiking (1984) baskytaristy Rogera Waterse.
Dodnes působí ve skupině Status Quo, kde hraje na klávesy, kytaru a harmoniku. Jako skladatel se podílel na mnoha skladbách skupiny.

## Diskografie

### Sólová diskografie
- Gone to My Head (1972)
- Sweet William (1973)
- Come Back Romance, All Is Forgiven (1977)
- Good Advice (1979)
- Unfinished Business (2011)